# Eremurus albocitrinus
Eremurus albocitrinus är en grästrädsväxtart som beskrevs av John Gilbert Baker. Eremurus albocitrinus ingår i släktet Eremurus och familjen grästrädsväxter.
Artens utbredningsområde är Iran. Inga underarter finns listade i Catalogue of Life.